# Норовська сільська рада
Но́ровська сільська рада (рос. Норовский сельский совет) — сільське поселення у складі Нижньоломовського району Пензенської області Росії.
Адміністративний центр — село Норовка.

## Населення
Населення — 1410 осіб (2019; 1595 в 2010, 1543 у 2002).

## Склад
До складу сільської ради входять:
| Населений пункт     | Населення, осіб (2002) | Населення, осіб (2010) |
| ------------------- | ---------------------- | ---------------------- |
| Гаї, присілок       | 116                    | 98                     |
| Єндашевка, присілок | 62                     | 46                     |
| Норовка, село       | 1365                   | 1451                   |